# Кум (рідня)
Кум, кума́ — хрещений батько (мати) по відношенню до батьків хрещеника та хрещеної матері (батька). А також хрещені батько і мати по відношенню один до одного; або чоловік або дружина куми, кума; батько (мати) дитини по відношенню до хрещеного батька і хрещеної матері. Якщо в хрещені батьки запрошували перших зустрічних, вони йменувалися стрічними кумами.

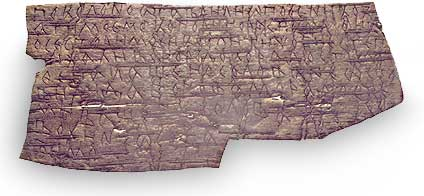
Новгородська берестяна грамота від Гаврили до його кума Григорія, бл. 1350. Вжито давньоруське написання слова кꙋм (коум), через літеру ук.

Слово кум походить від прасл. *kumъ, утвореного від ранішої форми *kuma. Воно є праслов'янським запозиченням з балканських діалектів народної латини: від commater («хресна мати»), утвореного від приставки-прийменника com («з-») і mater («мати», спорідненого з прасл. *mati). Менш ймовірні версії, що виводять кум від прасл. *kъmotrъ («кум»), від тур. kuma («коханка», «молода дружина», «наложниця», «рабиня», «служниця»). Існує версія про запозичення праслов'янами від кельтів, члени чоловічого союзу були «кумами» (ірл. cum-e «однаковий, такий же»), з правом бути опікуном та вихователем дітей побратима (співставмо з цим збережене румунами іншомовне (кельтське) визначення «похресника» як fin, тобто «феній»). На членів союзу поширювався принцип родової екзогамії, внаслідок чого член союзу не міг одружитися на сестрі свого побратима-«кума» по «союзу», не мав права вступати з ним у торговельні стосунки так, як і з рідним братом тощо.
У минулому зв'язками кумівства зазвичай підтверджували та зміцнювали дружні стосунки, тому слово часто використовувалося в значенні друг, товариш, приятель. Дієслово «покуматися», «покумитися», що означає «стати кумами, хресними родичами», колись вживалося в сенсі «заприятелювати», «затоваришувати», приказка «кум королю і сват міністру» вживається щодо людини, що поводиться підкреслено незалежно, бундючно. У казках, байках «кум» («кумась», «кумцьо») — традиційний епітет вовка, «кума» («кумася», «кумонька», «кумця») — лисиці.
Явище непотизму, потурання по службі своїм друзям або родичам, також відоме як «кумі́вство».